# Sự tích trầu cau

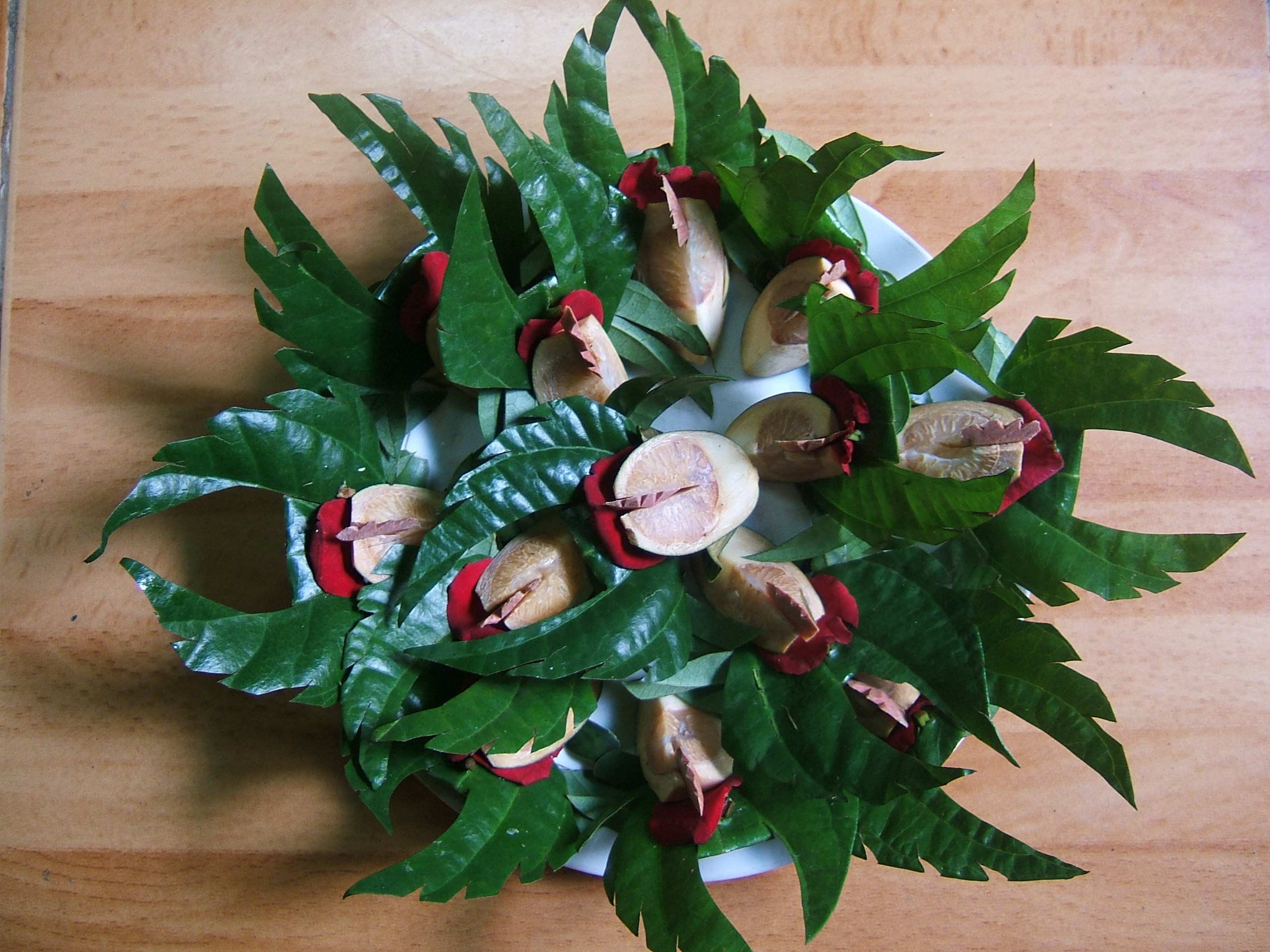
Một dĩa trầu têm hình cánh phượng

Sự tích trầu cau là một tác phẩm trong kho tàng truyện cổ tích Việt Nam, được chép lại trong sử thi "Lĩnh Nam Chích Quái" . Câu chuyện này nhân cách hóa nguồn gốc của cây cau, cây trầu không và tảng đá vôi là những thứ được sử dụng để ăn trầu cũng như giải thích tục lệ sử dụng trầu cau trong các đám cưới. Cho đến ngày nay, trầu cau vẫn là thứ không thể thiếu trong việc giao hiếu, kết thân và cưới hỏi của người Việt. Bình vôi ăn trầu từng là một vật không thể thiếu trong việc giao tế cũng như lễ nghi gắn liền với tục ăn trầu.
Sự tích thuộc dạng văn học truyền miệng và có nhiều dị bản. Câu chuyện kể là vào đời vua Hùng Vương thứ ba có hai anh em Tân và Lang rất thương yêu nhau. Tân sau khi có vợ thì không còn chăm sóc đến em như trước nữa. Lang lấy làm buồn rầu và bỏ nhà ra đi. Tới bên bờ suối thì Lang mệt quá, gục xuống chết và hóa thành tảng đá vôi. Tân, không thấy em về, vì thương em nên quyết đi tìm. Đi đến bờ suối thì Tân mệt lả và chết, biến thành cây cau bên tảng đá vôi. Vợ Tân không thấy chồng cũng bỏ đi tìm. Nàng tìm đến bờ suối, ngồi dựa vào thân cau mà chết, biến thành dây trầu không. Trầu, cau và vôi khi quyện lại với nhau tạo ra sắc đỏ như máu nên sau có vua Hùng Vương đi tuần qua đó, nghe thấy câu chuyện trên mà dạy cho dân Việt hãy dùng ba thứ vôi, cau và trầu làm biểu tượng tình nghĩa thắm thiết anh em, vợ chồng. Ngôi đền thờ ba người hiện nay là đền Tam Khương ở làng Nam Hoa, huyện Nam Đàn (Nghệ An) mà các triều đại phong kiến vẫn có sắc phong tặng.

## Nội dung

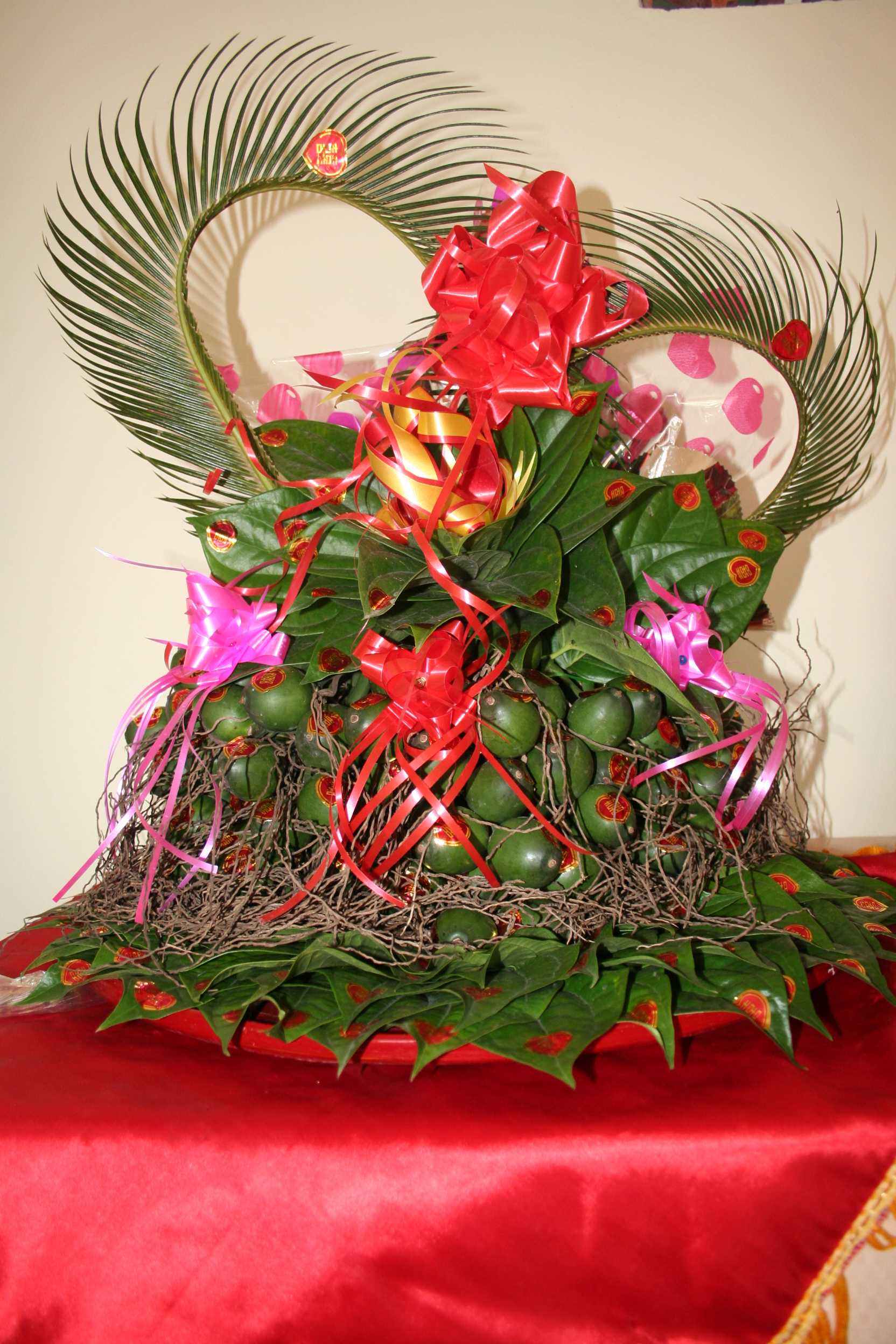
Mâm trầu cau trong lể cưới

Sự tích thuộc dạng văn học truyền miệng và có nhiều dị bản. Nội dung cơ bản có thể tóm tắt như sau:
| “ | Ngày xưa,ở một ngôi làng có hai người tên Tân và Lang là hai anh em ruột, dáng người và mặt mày giống nhau như đúc, chính người nhà cũng nhiều phen nhầm lẫn. Cha họ là một người cao to nhất trong vùng từng được vua Hùng triệu về Phong Châu ban thưởng và đặt tên là Cao. Từ đó gia đình lấy họ "Cao". Hai anh em lớn lên thì cha mẹ qua đời. Cả hai không rời nhau nửa bước. Người cha trước khi mất có gửi gắm Tân cho một đạo sĩ họ Lưu, Lang không chịu ở nhà một mình cũng xin cùng được học với anh. Đạo sĩ họ Lưu có cô con gái cùng lứa tuổi với họ. Để biết ai là anh, ai là em, một hôm cô gái họ Lưu bày ra một mẹo nhỏ. Giữa lúc họ đang đói, nàng chỉ dọn cho họ một bát cháo với một đôi đũa. Đứng sau khe vách, nàng thấy người này nhường cháo cho người kia ăn nên cô biết đó là người anh. Tân và cô gái gặp gỡ và yêu nhau. Đạo sĩ họ Lưu vui lòng gả con cho Tân. Sau khi cưới, hai vợ chồng đến ở một ngôi nhà mới, có Lang ở chung. Từ ngày lấy vợ, Tân không quan tâm em như trước nữa. Lang nghĩ anh "mê vợ quên ta" trong lòng chán nản buồn bực. Một hôm Lang và Tân cùng lên nương đến tối mịt mới về. Lang về trước làm vợ Tân nhầm liền ôm chầm lấy, lúc đó Tân bước vào nhà và ghen em, hững hờ với Lang. Lang vừa giận vừa thẹn. Chàng bỏ nhà ra đi lúc trời mới mờ sáng, trong lòng bực bội. Mấy ngày đường, Lang tới bờ một con sông lớn nước chảy xiết. Lang quyết không chịu trở lại, cúi gục trên bờ, ôm mặt khóc. Chàng khóc mãi, khóc mãi, đến nỗi những con chim đi kiếm ăn khuya vẫn còn nghe tiếng nức nở. Sáng hôm sau, Lang hóa đá. Mãi sau vẫn không thấy em về, Tân bổ đi tìm không thấy tăm dạng. Biết là em bỏ đi vì giận mình, chàng hối hận. Hôm sau nữa, cũng không thấy về, Tân hoảng hốt để vợ lại nhà, cất bước đi tìm. Chàng đến bờ con sông thấy em đã hóa thành đá. Tân đứng bên cạnh hòn đá khóc mãi cho đến lúc chết và hóa thành một cây thân mọc thẳng lên trời, bên cạnh hòn đá. Vợ Tân chờ mãi không thấy chồng về, cũng bỏ nhà đi tìm. Nàng cũng tới con sông khóc cạn cả nước mắt và chết hóa thành một cây dây quấn quanh lấy cây kia. Đợi mãi không thấy ba người về, vợ chồng đạo sĩ nhờ mọi người chia nhau tìm kiếm. Trước hòn đá và hai cây lạ, họ dựng miếu thờ cả ba người trẻ tuổi ở ven sông. Nhân dân quanh vùng gọi là miếu "anh em hòa thuận, vợ chồng tiết nghĩa". Một năm nọ trời hạn hán rất dữ chỉ có hai cây mọc bên cạnh hòn đá trước miếu là vẫn xanh mượt. Mọi người cho là linh dị. Vua Hùng một hôm ngự giá qua xứ đó. Khi đi qua trước miếu, vua ngạc nhiên hỏi: -"Miếu này thờ vị thần nào? Mấy loại cây này ta chưa từng thấy bao giờ?". Lạc tướng cho gọi mấy cụ già ở quanh vùng đến hỏi. Hùng Vương càng nghe, không ngăn được sự cảm động. Vua vạch lá trèo lên nhìn khắp mọi chỗ và sai một người trèo cây hái quả xuống nếm thử. Vị chát không có gì lạ. Nhưng khi nhai với lá cây dây thì một vị là lạ đến ở đầu lưỡi: nó vừa ngon ngọt, vừa thơm cay. Tự nhiên có một viên quan hầu kêu lên: - "Trời ơi! Máu!". Thì ra những bãi nhai quả và lá của hai thứ cây đó một khi nhổ xuống đá bỗng đỏ ối ra như máu. Vua sai lấy cả ba thứ nhai lẫn với nhau thì bỗng người thấy nóng bừng như có hơi men, môi đỏ tươi sắc mặt hồng hào tươi đẹp. Vua bảo: - Thật là linh dị! Đúng là họ rồi! Tình yêu thương của họ thật là nồng nàn thắm đỏ. Từ đó vua Hùng ra lệnh cho mọi nơi phải gây giống cho nhiều hai loại cây ấy, bắt buộc trai gái khi kết hôn thế nào cũng phải tìm cho được ba món: trầu, cau và vôi cho mọi người nhai nhai nhổ nhổ một tý để ghi nhớ tình yêu không bao giờ phai nhạt. Từ đó dân Việt mới có tục ăn trầu. Cho đến ngày nay, trầu cau vẫn là thứ không thể thiếu việc giao hiếu, kết thân và cưới hỏi của người Việt. | ” |

## Dị bản

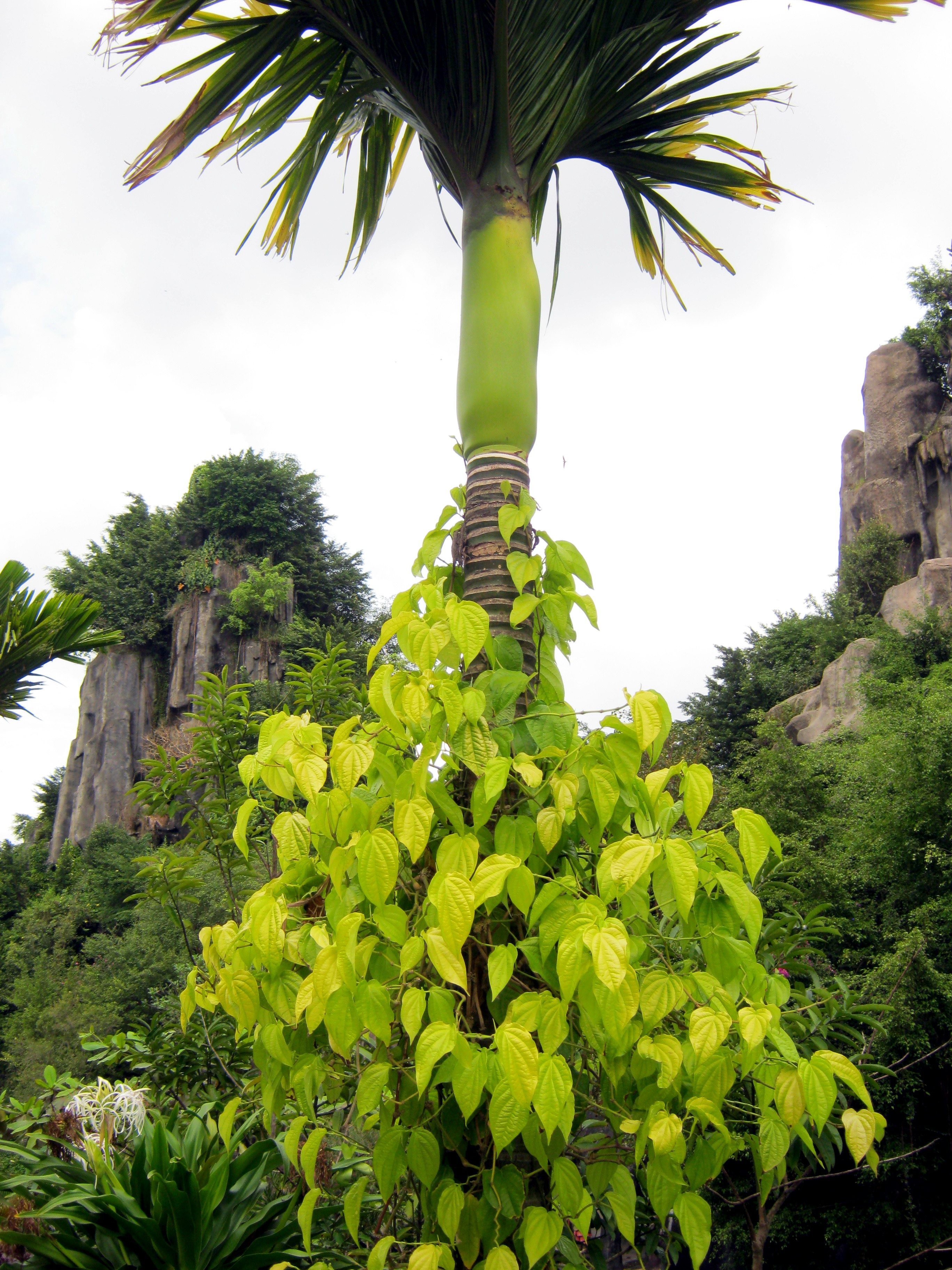
Dây trầu leo thân cây cau.

Theo Lĩnh-nam chích quái thì Lang chết hóa làm cây cau, Tân hóa làm hòn đá còn vợ Tân hóa làm cây trầu. Ở đây theo sách Sử Nam chí dị chép Lang hóa làm hòn đá, Tân hóa làm cây cau là những hình tượng có mối quan hệ hợp lý hơn . Riêng Sử Nam chí dị, nhưng lại cho rằng phải đợi sau khi chôn cả ba rồi mới được trời cho hóa. Cũng sách này có kể một số tình tiết hơi khác, nhất là ở đoạn kết:
| “ | Hai anh em Tân và Lang giống nhau như tạc, càng lớn càng giống và yêu mến nhau, đi đâu không rời nửa bước; việc đó làm cho người vợ của Tân - Lưu thị - mấy lần nhầm lẫn, rất xấu hổ. Lang sợ có điều không hay bèn xin anh ra ở riêng, nhưng anh không cho. Một hôm Lang bỏ nhà ra đi lên vùng núi, định sống lẩn lút ở đây, nhưng dầm phải sương gió nên chết ở cạnh rừng, được dân địa phương chôn cất thành mộ. Không thấy em về, Tân bỏ nhà đi tìm. Khi Tân đến đây, dân làng ban đầu sợ hãi tưởng người chết hiện ra, vì thấy giống người chết như tạc. Khi nghe nói người em đã chết Tân ngất đi và chết theo. Dân địa phương bèn chôn bên cạnh mộ người em. Lưu thị cũng bỏ nhà đi tìm, đến đây nghe nói chồng và em chồng đều chết, liền ôm lấy mồ khóc mãi, rồi cũng chết và cũng được chôn bên cạnh. Hành động của họ cảm động đến Trời. Trời cho em hóa đá (biểu thị sự trong trắng), anh hóa thành cây cau (ngay thẳng độc lập, mở dạ cho ai nấy thấy), Lưu thị hóa thành cây trầu (tiết hạnh thơm cay). Đoạn sau nói về vua Hùng cũng như trên đã kể . | ” |

Ngôi đền thờ ba người hiện nay là đền Tam Khương ở làng Nam Hoa, huyện Nam Đàn, Nghệ An mà các triều đại phong kiến vẫn có sắc phong tặng.

### Ở Nghệ An
Sự tích trầu cau và vôi của đồng bào thiều số ở Nghệ An có nội dung khác với các truyện trên:
| “ | Một người có chín con gái cùng đi cuốc cỏ dâu. Trưa lại mệt, chị em nói đùa với nhau: "Giá có ai cuốc hộ thì sẽ lấy làm chồng". Nghe thấy vậy một con quỷ hiện ra nói: - "Phải thế thì hãy nhắm mắt lại, tôi cuốc cho". Quả nhiên khi mở mắt, mấy chị em đều thấy nương dâu đã cuốc sạch làu. Quỷ đưa chín cô về lần lượt ăn thịt đến cô thứ tám. Cô út là nàng Khăm Xuân sợ quá, bỏ trốn. Một đàn gà rừng bảo: - "Muốn sống thì chui xuống lỗ khoai mài". Cô xuống, gà bẻ lá phủ cho nên quỷ không tìm ra. Khi quỷ đi khỏi, gà bảo nàng trèo lên tiếp tục đi nữa, hễ gặp người nào thì hỏi đường, người ta sẽ chỉ cho. Một bà tiên hiện ra bảo cô cứ đi theo sợi dây song cho đến ngọn. Đến nơi, hóa ra đó là cõi âm; ở đây cũng có nhà của ruộng vườn. Một người đàn ông là Chàng Ngược lấy cô làm vợ. Hắn chuyên làm mưa ở trần gian, nhưng vì có vợ hắn quên cả chức trách, ba tháng không ra khỏi nhà, nên trần gian ruộng nương khô cạn, người kêu van khắp nơi. Sau đó, hắn phải từ biệt vợ ra đi làm mưa, dặn vợ cứ luôn luôn ở nhà, ai rủ đi đâu cũng đừng nghe. Ở nhà, hai người vợ cũ của Chàng Ngược đến rủ: - "Có muốn coi voi đánh nhau không?" - "Không" - "Có muốn coi gương lược đánh nhau không?" - "Không" - "Có muốn coi ông bà gia không?" - "Kể từ khi về nhà chồng đến nay tôi chưa biết mặt mũi ông bà gia, cho đi với". Đến nơi, Khăm Xuân chỉ thấy hai con rồng to lớn, sợ quá, chạy về, mắt luôn luôn nhắm lại. Khi chồng về biết chuyện, đành phải trả Khăm Xuân lên trần. Lên đến nơi vẫn thấy vợ nhắm hai mắt, chồng bảo: - "Thôi đến nơi rồi. Chúng ta chia tay ở đây. Lúc nào gặp hoạn nạn gọi tôi, tôi sẽ đến". Khăm Xuân đang đi dọc bờ sông thì gặp chàng Nước. Chàng Nước lại dỗ dành lấy nàng làm vợ. Cuộc tình duyên êm đẹp, chỉ có điều cha chồng không ưa nàng dâu. Một hôm cha chồng bảo con dâu đi bắt cá sông. Khăm Xuân không bắt được. Nàng đến bờ sông gọi tên chồng cũ. Chàng Ngược lên bảo: -"Muốn bắt cá sông thì sáng dậy ra mà bắt, nhưng phải dặn mọi người rằng nếu ai có thấy cây gỗ lạ thì cũng đừng đụng đến". Sáng ra, thấy có một cây gỗ lớn nằm ngang sông mà vực sông ở chỗ đó cạn, cá rất nhiều, Khăm Xuân và mọi người đua nhau đi bắt. Người cha chồng thấy sự lạ cũng ra xem, thấy cây gỗ lạ bèn lấy gậy sắt đâm vào. Không ngờ đó là Chàng Ngược. Bị thương, Chàng Ngược, tức cây gỗ, nổi lên, nước chảy ào ào vào vực, phần lớn người đi bắt cá đều bị chết đuối. Cha chồng đổ tội cho nàng dâu giết dân, Khăm Xuân ra bến ngồi khóc rồi lấy lửa đốt cây gỗ để sưởi. Đốt một lúc bỗng thấy trong đống lửa không phải gỗ mà là chàng Ngược đã chết cháy. Khăm Xuân thương quá, nhảy vào lửa cháy luôn. Chàng Nước về thấy thế cũng nhảy vào lửa cháy nốt. Cha chồng chôn cất mỗi người một mộ. Về sau cây gỗ hóa thành cây cau. Khăm Xuân hóa thành cây trầu leo lên cây cau. Chàng Nước hóa thành đá vôi. Cha chồng lấy cau ăn với trầu, nhổ nước vào đá thấy nước đỏ dẹp, bèn hái về ăn để giải phiền. Từ đấy có tục ăn trầu . | ” |

### Người Cơ-tu

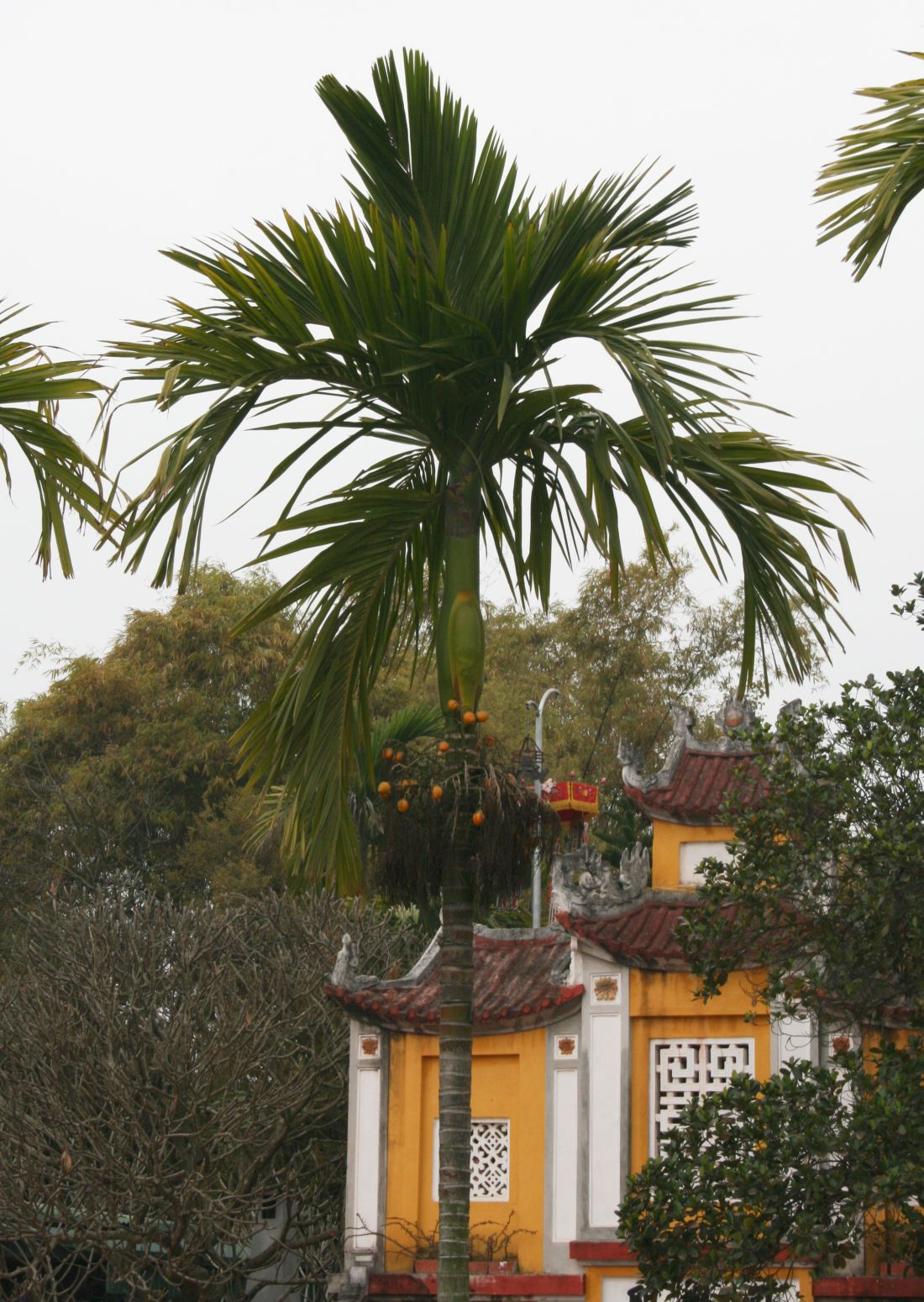
Cây cau

Đồng bào Cơ-tu (ở phía Tây tỉnh Quảng Nam và Thừa Thiên) có một truyện nói về sự tích trầu, cau và vôi khác truyện của người Kinh nhưng hình ảnh đoạn kết lại tương tự:
| “ | Một bà già gả một trong mười cô con gái cho chàng Rắn để trả ơn. Ở với Rắn, cô gái đẻ được một đứa con. Một hôm vì các chị xúi bẩy, cô bị răng rắn cắm vào người, chết ngay. Áo quan trôi theo dòng nước, lọt vào cái dó của ông Na, được ông này cứu cho sống lại. Ông Na lấy cô làm vợ, đẻ dược một con nhưng vẫn chưa làm lễ cưới. Ngày cưới, chàng Rắn đến dự. Một cuộc chiến tranh dữ dội diễn ra giữa Rắn và ông Na. Cô gái lấy gói thuốc trong rừng gói thành từng gói chuẩn bị ném cho cả hai bên để bôi cho lành vết thương. Ném cho Rắn, không ngờ Rắn hóa thành cây cau. Ném trúng ông Na, ông Na hóa thành hòn đá. Cô thương quá đứng trên hòn đá ôm lấy cây cau, thì lại hóa thành cây trầu, gốc mọc ở đá, ngọn leo lên cây cau. Truyện còn kể thêm hai đứa con của Rắn và ông Na đến nhặt gói thuốc thứ ba thì hóa thành cối chày giã trầu. Dân làng chạy đến xem cũng hóa thành những cây chay. Có một mụ cơ-rúa (đàn bà ngồi lê) đi xúc tép qua đó, thấy cây hay hay, bèn hái lá trầu ăn với quả cau rồi nhổ nước vào đá, đá đang trắng hóa đỏ. Mụ lấy trầu cau, vôi và chay ăn chung với nhau, tự nhiên thấy môi đỏ, người hóa đẹp ra. Nhà vua nghe tin, đòi mụ về triều, thấy mụ đẹp bèn phong làm hoàng hậu. Nghe lời mụ, vua sai lính đến đào các cây cau trầu đem về, nhưng đào đi bao nhiêu cau trầu vẫn mọc nhiều thêm, không bao giờ hết giống . | ” |

### Người Thái
Người Thái có truyện Tình nhân biến thành trầu cau nói về ba người bạn học, trong đó có một cô gái giả trai cuối cùng hóa ra trầu cau và vôi. Truyện này có nội dung hoàn toàn khác các truyện trên.